# Vaya con Dios (album van The Cats)
Vaya con dios is een verzamelalbum van The Cats uit vermoedelijk 1972. Op twee na zijn alle nummers van dit muziekalbum geschreven door drie van de vijf bandleden zelf. De elpee is genoemd naar het gelijknamige nummer Vaya con Dios, dat voor het eerst werd uitgebracht op het album Cats aglow uit 1971 en ook op dit album voorkomt.

## Nummers
De duur van de nummers is ontleend van andere elpees en kan met deze elpee verschillen.
| Nummer | Naam                     | Geschreven door                           | Duur | Opmerkingen |
| ------ | ------------------------ | ----------------------------------------- | ---- | ----------- |
| A1     | Vaya con Dios            | Larry Russell, Inez James en Buddy Pepper | 3:28 |             |
| A2     | I've been in love before | Cees Veerman                              | 4:30 |             |
| A3     | Why                      | Arnold Mühren                             | 4:04 |             |
| A4     | I saw her at the station | Cees Veerman                              | 3:30 |             |
| A5     | Let's dance              | Piet Veerman                              | 3:20 |             |
| B1     | How did you feel         | Arnold Mühren                             | 3:15 |             |
| B2     | Country woman            | Piet Veerman                              | 2:41 |             |
| B3     | Scarlet ribbons          | Evelyn Danzig en Jack Segal               | 3:21 |             |
| B4     | Winter's end             | Piet Veerman en John Möring               | 4:42 |             |
| B5     | Trying to explain        | Piet Veerman                              | 3:30 |             |